# Ulica Hrubieszowska w Zamościu
Ulica Hrubieszowska – jedna z głównych ulic Zamościa, która jest jednojezdniowa do ronda Honorowych Dawców Krwi, a dalej do granicy miasta dwujezdniowa (z rozdzielającym pasem zieleni).

## Historia
Ulica ta powstała w I poł. XIX wieku jak droga wylotowa z Zamościa do Hrubieszowa. W roku 2011 przeprowadzono gruntowny remont i rozbudowę jej odcinka dwujezdniowego (powstały m.in. chodniki pieszo-rowerowe).

### Nazwa
Ulica ta otrzymała nazwę w latach 70. XIX wieku i nie ulegała zmianom.

## Obecnie
Obecnie ulica jest jedną z głównych w mieście. Na rondzie Honorowych Dawców Krwi łączy się z Obwodnicą Hetmańską - na wschód od tego skrzyżowania jest to ulica dwujezdniowa, po której przebiega DK74. Głównymi obiektami położonymi przy tej ulicy są: dworzec autobusowy, obiekty handlowe: CH HopStop Hrubieszowska (z dworcem autobusowym), DH Tomasz, market Biedronka i 2 sklepy PSS Społem; Instytut Humanistyczny Państwowej Wyższej Szkoły Zawodowej, oddział zakładu karnego oraz zamojskie Archiwum Państwowe. Przy bocznej ulicy ciągnącej się częściowo wzdłuż wschodniej granicy miasta znajduje się baza miejskiego przedsiębiorstwa drogowego oraz ciepłownia „Szopinek” (Veolia Wschód).
Wśród zabudowy, po północnej stronie na niemal całej długości, położone są głównie domy jednorodzinne, poza niewielkim osiedlem z blokami koło skrzyżowania z obwodnicą Zamościa (osiedle Małe Ciche). Po drugiej stronie dominują bloki (osiedle Słoneczny Stok).
Za rondem i terenem szpitala wzdłuż tej ulicy przebiega granica miasta.